# Санта Доменика Виторија (Месина)
Санта Доменика Виторија (итал. Santa Domenica Vittoria) је насеље у Италији у округу Месина, региону Сицилија.
Према процени из 2011. у насељу је живело 1028 становника. Насеље се налази на надморској висини од 1032 м.

## Становништво
Према резултатима пописа становништва 2011. у општини је живело 1.067 становника.
| 1931. | 1936. | 1951. | 1961. | 1971. | 1981. | 1991. | 2001. | 2011. |
| ----- | ----- | ----- | ----- | ----- | ----- | ----- | ----- | ----- |
| 2.096 | 1.968 | 1.734 | 1.594 | 1.337 | 1.309 | 1.246 | 1.173 | 1.067 |